# Elecciones municipales de 1995 en Asturias

## Asturias

#### Allande
- Alcalde: Jesús Jardón Rodríguez (PSOE)
- Gobierno municipal: PSOE

| Partido                                           | votos   | % votos     | Ediles |
| ------------------------------------------------- | ------- | ----------- | ------ |
| Partido Socialista Obrero Español Partido Popular | 948 802 | 52,61 44,51 | 6 5    |

#### Aller
- Alcalde: Gabriel Pérez Villalta (PSOE)
- Gobierno municipal: PSOE

| Partido                                                                          | votos               | % votos               | Ediles |
| -------------------------------------------------------------------------------- | ------------------- | --------------------- | ------ |
| Partido Socialista Obrero Español Partido Popular Liga Asturiana Izquierda Unida | 5.593 3.340 647 610 | 52,64 31,43 6,09 5,74 | 10 5 1 |

#### Amieva
- Alcalde: Ángel García García (PSOE)
- Gobierno municipal: PSOE y PAS

| Partido                                                               | votos       | % votos          | Ediles |
| --------------------------------------------------------------------- | ----------- | ---------------- | ------ |
| Partido Popular Partido Socialista Obrero Español Partíu Asturianista | 272 203 120 | 41,72 31,13 18,4 | 4 3 2  |

#### Avilés
- Alcalde: Agustín González Sánchez (PP)
- Gobierno municipal: PP (en minoría)

| Partido                                                           | votos               | % votos           | Ediles |
| ----------------------------------------------------------------- | ------------------- | ----------------- | ------ |
| Partido Popular Partido Socialista Obrero Español Izquierda Unida | 19.029 16.479 9.333 | 38,02 32,92 18,65 | 11 9 5 |

#### Belmonte de Miranda
- Alcalde: Roberto Pérez López (PSOE)
- Gobierno municipal: PSOE

| Partido                                           | votos     | % votos     | Ediles |
| ------------------------------------------------- | --------- | ----------- | ------ |
| Partido Socialista Obrero Español Partido Popular | 1.018 545 | 62,49 33,46 | 7 4    |

#### Bimenes
- Alcalde: Joaquín García Gutiérrez (IU)
- Gobierno municipal: IU

| Partido                                                           | votos       | % votos          | Ediles |
| ----------------------------------------------------------------- | ----------- | ---------------- | ------ |
| Izquierda Unida Partido Socialista Obrero Español Partido Popular | 757 469 371 | 46,64 28,9 22,86 | 6 3 2  |

#### Boal
- Alcalde: Ramón García-Arguelles Motto (PP)
- Gobierno municipal: PP (en minoría)

| Partido                                                           | votos       | % votos           | Ediles |
| ----------------------------------------------------------------- | ----------- | ----------------- | ------ |
| Partido Popular Partido Socialista Obrero Español Izquierda Unida | 844 788 331 | 42,65 39,82 16,73 | 5 4 2  |

#### Cabrales
- Alcalde: José Antonio Pérez Prieto (PP) (hasta el 29 de septiembre de 1998)

Fernando del Corro González (PP) (desde el 29 de septiembre de 1998)
- Gobierno municipal: PP

| Partido                                           | votos   | % votos    | Ediles |
| ------------------------------------------------- | ------- | ---------- | ------ |
| Partido Popular Partido Socialista Obrero Español | 941 736 | 52,6 41,14 | 6 5    |

#### Cabranes
- Alcalde: Joaquín Alejo Llorís Calle (PP)
- Gobierno municipal: PP

| Partido                                           | votos   | % votos     | Ediles |
| ------------------------------------------------- | ------- | ----------- | ------ |
| Partido Popular Partido Socialista Obrero Español | 575 370 | 60,34 38,82 | 6 3    |

#### Candamo
- Alcalde: José Antonio García Vega (PSOE)
- Gobierno municipal: PSOE

| Partido                                                           | votos       | % votos        | Ediles |
| ----------------------------------------------------------------- | ----------- | -------------- | ------ |
| Partido Socialista Obrero Español Izquierda Unida Partido Popular | 922 410 256 | 57,63 25,63 16 | 7 3 1  |

#### Cangas de Onís
- Alcalde: Miguel Ángel Villoria Noriega (PP)
- Gobierno municipal: PP

| Partido                                           | votos       | % votos     | Ediles |
| ------------------------------------------------- | ----------- | ----------- | ------ |
| Partido Popular Partido Socialista Obrero Español | 2.002 1.774 | 49,68 44,02 | 7 6    |

#### Cangas del Narcea
- Alcalde: José Manuel Cuervo Fernández (PSOE)
- Gobierno municipal: PSOE (en minoría)

| Partido                                                                               | votos               | % votos                | Ediles  |
| ------------------------------------------------------------------------------------- | ------------------- | ---------------------- | ------- |
| Partido Socialista Obrero Español Partido Popular Izquierda Unida Partíu Asturianista | 3.576 1.785 922 495 | 43,31 26,46 14,28 5,99 | 8 6 2 1 |

#### Caravia
- Alcalde: Francisco Fernández Rivero (PP)
- Gobierno municipal: PP

| Partido                                           | votos   | % votos     | Ediles |
| ------------------------------------------------- | ------- | ----------- | ------ |
| Partido Popular Partido Socialista Obrero Español | 204 196 | 47,44 45,58 | 4 3    |

#### Carreño
- Alcalde: Joaquín Raimundo Fernández Rodríguez (IU)
- Gobierno municipal: IU (en minoría)

| Partido                                                                                 | votos                 | % votos               | Ediles  |
| --------------------------------------------------------------------------------------- | --------------------- | --------------------- | ------- |
| Izquierda Unida Partido Popular Partido Socialista Obrero Español Centristas Asturianos | 2.640 1.688 1.325 402 | 41,91 26,8 21,04 6,38 | 7 5 4 1 |

#### Caso
- Alcalde: Javier Ramos Sabugo-González (PP)
- Gobierno municipal: PP (en minoría)

| Partido                                                           | votos       | % votos           | Ediles |
| ----------------------------------------------------------------- | ----------- | ----------------- | ------ |
| Partido Popular Partido Socialista Obrero Español Izquierda Unida | 460 405 374 | 34,41 30,29 27,97 | 4 3    |

#### Castrillón
- Alcalde: José María León Pérez (PP) (hasta el 3 de octubre de 1996)

Francisco Arias García (PSOE) (desde el 3 de octubre de 1996)
- Gobierno municipal: PP (en minoría; hasta el 3 de octubre de 1996)

PSOE e IU (desde el 3 de octubre de 1996)
| Partido                                                           | votos             | % votos           | Ediles |
| ----------------------------------------------------------------- | ----------------- | ----------------- | ------ |
| Partido Popular Partido Socialista Obrero Español Izquierda Unida | 5.539 3.081 2.644 | 43,47 24,18 20,75 | 10 6 5 |

#### Castropol
- Alcalde: Domingo Martínez Fernández (PSOE)
- Gobierno municipal: PSOE

| Partido                                                           | votos           | % votos          | Ediles |
| ----------------------------------------------------------------- | --------------- | ---------------- | ------ |
| Partido Socialista Obrero Español Partido Popular Izquierda Unida | 1.228 1.018 201 | 46,55 38,59 7,62 | 7 5 1  |

#### Coaña
- Alcalde: Julia García López (ICO)
- Gobierno municipal: ICO

| Partido                                                                   | votos         | % votos           | Ediles |
| ------------------------------------------------------------------------- | ------------- | ----------------- | ------ |
| Independientes de Coaña Partido Popular Partido Socialista Obrero Español | 1.421 395 324 | 58,89 16,37 13,43 | 8 2 1  |

#### Colunga
- Alcalde: Julio Menéndez Gallego (PP)
- Gobierno municipal: PP (en minoría)

| Partido                                                                 | votos           | % votos          | Ediles |
| ----------------------------------------------------------------------- | --------------- | ---------------- | ------ |
| Partido Popular Partido Socialista Obrero Español Electores por Colunga | 1.249 1.073 514 | 42,8 36,77 17,61 | 6 5 2  |

#### Corvera de Asturias
- Alcalde: Víctor Manuel Álvarez León (PSOE)
- Gobierno municipal: PSOE y CIAINCO

| Partido | votos               | % votos                | Ediles  |
| --- | ------------------- | ---------------------- | ------- |
| Partido Socialista Obrero Español Partido Popular Izquierda Unida Candidatura de Nuestro Compromiso Es Con El Pueblo | 3755 2024 1665 1379 | 39,46 21,27 17,5 14,49 | 8 4 3 2 |

#### Cudillero
- Alcalde: Francisco González Méndez (PSOE)
- Gobierno municipal: PSOE

| Partido                                                                 | votos         | % votos          | Ediles |
| ----------------------------------------------------------------------- | ------------- | ---------------- | ------ |
| Partido Socialista Obrero Español Partido Popular Centristas Asturianos | 2.905 718 395 | 68,89 17,03 9,37 | 10 2 1 |

#### Degaña
- Alcalde: José Manuel Fernández Menéndez (IU) (hasta el 18 de enero de 1997)

Elisa Álvarez Rosón (PSOE) (desde el 18 de enero de 1997)
- Gobierno municipal: IU (hasta el 18 de enero de 1997)

PSOE y tránsfuga de IU (desde el 18 de enero de 1997)
| Partido                                           | votos   | % votos    | Ediles |
| ------------------------------------------------- | ------- | ---------- | ------ |
| Izquierda Unida Partido Socialista Obrero Español | 582 425 | 54,09 39,5 | 5 4    |

#### El Franco
- Alcalde: Agustín da Costa García (PP)
- Gobierno municipal: PP

| Partido                                                                 | votos           | % votos           | Ediles |
| ----------------------------------------------------------------------- | --------------- | ----------------- | ------ |
| Partido Popular Partido Socialista Obrero Español Centristas Asturianos | 1.306 1.068 285 | 48,35 39,54 10,55 | 6 4 1  |

#### Gijón
- Alcalde: Vicente Alberto Álvarez Areces (PSOE)
- Gobierno municipal: PSOE (en minoría)

| Partido                                                           | votos                | % votos          | Ediles  |
| ----------------------------------------------------------------- | -------------------- | ---------------- | ------- |
| Partido Socialista Obrero Español Partido Popular Izquierda Unida | 61.596 59.020 19.751 | 40,22 38,54 12,9 | 12 11 4 |

#### Gozón
- Alcalde: Antonio Francisco Roces Suárez (PP)
- Gobierno municipal: PP (en minoría)

| Partido                                                           | votos             | % votos           | Ediles |
| ----------------------------------------------------------------- | ----------------- | ----------------- | ------ |
| Partido Popular Partido Socialista Obrero Español Izquierda Unida | 2.355 2.208 1.205 | 36,48 34,21 18,67 | 7 3    |

#### Grado
- Alcalde: Alfredo Martínez Cañedo (PSOE) (con el apoyo de IU en la investidura)
- Gobierno municipal: PSOE y CIM (en minoría; hasta 1997)

PSOE y expulsados del PP (desde 1997)
| Partido                                                                                             | votos                 | % votos                | Ediles  |
| --------------------------------------------------------------------------------------------------- | --------------------- | ---------------------- | ------- |
| Partido Popular Izquierda Unida Partido Socialista Obrero Español Candidatura Independiente Moscona | 2.660 1.963 1.549 343 | 40,03 29,54 23,31 5,16 | 7 5 4 1 |

#### Grandas de Salime
- Alcalde: José Cachafeiro Valladares (IPG)
- Gobierno municipal: IPG

| Partido                                                                            | votos      | % votos           | Ediles |
| ---------------------------------------------------------------------------------- | ---------- | ----------------- | ------ |
| Independientes por Grandas Partido Socialista Obrero Español Centristas Asturianos | 535 162 94 | 60,18 18,22 10,57 | 6 2 1  |

#### Ibias
- Alcalde: José María Cancio Cancio (CAS)
- Gobierno municipal: CAS e IU

| Partido                                                                                 | votos           | % votos                 | Ediles  |
| --------------------------------------------------------------------------------------- | --------------- | ----------------------- | ------- |
| Centristas Asturianos Partido Socialista Obrero Español Partido Popular Izquierda Unida | 615 308 271 196 | 44,12 22,09 19,44 14,06 | 5 3 2 1 |

#### Illano
- Alcalde: Leandro López Fernández (PSOE)
- Gobierno municipal: PSOE

| Partido                                           | votos   | % votos     | Ediles |
| ------------------------------------------------- | ------- | ----------- | ------ |
| Partido Socialista Obrero Español Partido Popular | 264 182 | 57,52 39,65 | 4 3    |

#### Illas
- Alcalde: Margarita Fernández Menéndez (PP)
- Gobierno municipal: PP

| Partido                                                           | votos       | % votos           | Ediles |
| ----------------------------------------------------------------- | ----------- | ----------------- | ------ |
| Partido Popular Partido Socialista Obrero Español Izquierda Unida | 475 184 134 | 57,86 22,41 16,32 | 6 2 1  |

#### Langreo
- Alcalde: José María García Gutiérrez (IU)
- Gobierno municipal: IU (en minoría)

| Partido                                                           | votos              | % votos           | Ediles |
| ----------------------------------------------------------------- | ------------------ | ----------------- | ------ |
| Izquierda Unida Partido Socialista Obrero Español Partido Popular | 10.362 9.168 8.205 | 35,06 31,02 27,76 | 10 8 7 |

#### Las Regueras
- Alcalde: José Miguel Tamargo Suárez (PSOE)
- Gobierno municipal: PSOE e IU

| Partido                                                                                 | votos           | % votos                | Ediles  |
| --------------------------------------------------------------------------------------- | --------------- | ---------------------- | ------- |
| Partido Socialista Obrero Español Partido Popular Centristas Asturianos Izquierda Unida | 635 356 240 215 | 43,52 24,4 16,45 14,74 | 5 3 2 1 |

#### Laviana
- Alcalde: Juan Ramón Zapico García (PSOE)
- Gobierno municipal: PSOE e IU

| Partido                                                           | votos             | % votos           | Ediles |
| ----------------------------------------------------------------- | ----------------- | ----------------- | ------ |
| Partido Socialista Obrero Español Izquierda Unida Partido Popular | 3.655 2.856 2.325 | 38,84 30,35 24,71 | 7 6 4  |

#### Lena
- Alcalde: Hugo Alfonso Morán Fernández (PSOE)
- Gobierno municipal: PSOE (en minoría)

| Partido                                                                               | votos                 | % votos          | Ediles  |
| ------------------------------------------------------------------------------------- | --------------------- | ---------------- | ------- |
| Partido Socialista Obrero Español Izquierda Unida Partido Popular Partíu Asturianista | 3.154 2.377 2.212 528 | 37,68 28,4 26,43 | 7 5 4 1 |

#### Llanera
- Alcalde: José Avelino Sánchez Menéndez (PP)
- Gobierno municipal: PP (en minoría)

| Partido                                                           | votos           | % votos          | Ediles |
| ----------------------------------------------------------------- | --------------- | ---------------- | ------ |
| Partido Popular Partido Socialista Obrero Español Izquierda Unida | 2.821 2.432 679 | 44,5 38,37 10,71 | 8 7 2  |

#### Llanes
- Alcalde: Manuel Esteban Miguel Amieva (PSOE)
- Gobierno municipal: PSOE

| Partido                                                                                        | votos               | % votos               | Ediles |
| ---------------------------------------------------------------------------------------------- | ------------------- | --------------------- | ------ |
| Partido Socialista Obrero Español Partido Popular Izquierda Unida Unión Llanisca Independiente | 4.285 3.225 680 499 | 48,38 36,41 7,68 5,63 | 9 6 1  |

#### Mieres
- Alcalde: Misael Fernández Porrón (PSOE)
- Gobierno municipal: PSOE (en minoría)

| Partido                                                           | votos              | % votos          | Ediles |
| ----------------------------------------------------------------- | ------------------ | ---------------- | ------ |
| Partido Socialista Obrero Español Izquierda Unida Partido Popular | 10.439 9.555 8.008 | 34,7 31,76 26,62 | 9 7    |

#### Morcín
- Alcalde: Juan Manuel Rionda Mier (IU)
- Gobierno municipal: IU

| Partido                                                           | votos       | % votos           | Ediles |
| ----------------------------------------------------------------- | ----------- | ----------------- | ------ |
| Izquierda Unida Partido Socialista Obrero Español Partido Popular | 959 580 424 | 48,07 29,07 21,25 | 6 3 2  |

#### Muros del Nalón
- Alcalde: José Manuel Alonso Delgado (PSOE)
- Gobierno municipal: PSOE

| Partido                                                           | votos         | % votos          | Ediles |
| ----------------------------------------------------------------- | ------------- | ---------------- | ------ |
| Partido Socialista Obrero Español Partido Popular Izquierda Unida | 1.065 537 156 | 59,27 29,88 8,68 | 7 3 1  |

#### Nava
- Alcalde: Julián Fernández Montes (PAS)
- Gobierno municipal: PP y PAS

| Partido                                                               | votos           | % votos         | Ediles |
| --------------------------------------------------------------------- | --------------- | --------------- | ------ |
| Partido Socialista Obrero Español Partido Popular Partíu Asturianista | 1.670 1.514 366 | 44,23 40,1 9,69 | 6 1    |

#### Navia
- Alcalde: Manuel Bedia Alonso (ICN)
- Gobierno municipal: ICN

| Partido                                                                                  | votos             | % votos           | Ediles |
| ---------------------------------------------------------------------------------------- | ----------------- | ----------------- | ------ |
| Independientes por el Concejo de Navia Partido Socialista Obrero Español Partido Popular | 2.582 1.291 1.074 | 47,96 23,98 19,95 | 7 3    |

#### Noreña
- Alcalde: Aurelio Quirós Arguelles (CAS)
- Gobierno municipal: CAS

| Partido                                                                                     | votos             | % votos                | Ediles |
| ------------------------------------------------------------------------------------------- | ----------------- | ---------------------- | ------ |
| Centristas Asturianos Partido Socialista Obrero Español Partido Popular Partíu Asturianista | 1.399 550 416 274 | 51,78 20,36 15,4 10,14 | 6 2 1  |

#### Onís
- Alcalde: José Antonio Gutiérrez González (PSOE)
- Gobierno municipal: PSOE

| Partido                                                                             | votos      | % votos          | Ediles |
| ----------------------------------------------------------------------------------- | ---------- | ---------------- | ------ |
| Partido Socialista Obrero Español Partido Popular Candidatura Independiente de Onís | 412 161 84 | 61,68 24,1 12,57 | 6 2 1  |

#### Oviedo
- Alcalde: Gabino de Lorenzo Ferrera (PP)
- Gobierno municipal: PP

| Partido                                                           | votos                | % votos          | Ediles |
| ----------------------------------------------------------------- | -------------------- | ---------------- | ------ |
| Partido Popular Partido Socialista Obrero Español Izquierda Unida | 73.462 24.783 13.717 | 62,15 20,97 11,6 | 18 6 3 |

#### Parres
- Alcalde: Manuel Millán García González (PSOE)
- Gobierno municipal: PSOE

| Partido                                                           | votos           | % votos           | Ediles |
| ----------------------------------------------------------------- | --------------- | ----------------- | ------ |
| Partido Socialista Obrero Español Partido Popular Izquierda Unida | 1.930 1.055 543 | 52,99 28,97 14,91 | 7 4 2  |

#### Peñamellera Alta
- Alcalde: Alejandro Sánchez Fernández (PP)
- Gobierno municipal: PP

| Partido                                             | votos   | % votos    | Ediles |
| --------------------------------------------------- | ------- | ---------- | ------ |
| Partido Popular Independientes por Peñamellera Alta | 351 153 | 61,26 26,7 | 5 2    |

#### Peñamellera Baja
- Alcalde: Rafael Cuello Roces (PSOE)
- Gobierno municipal: PSOE

| Partido                                           | votos   | % votos     | Ediles |
| ------------------------------------------------- | ------- | ----------- | ------ |
| Partido Socialista Obrero Español Partido Popular | 646 570 | 52,05 45,93 | 5 4    |

#### Pesoz
- Alcalde: Antonio Cachán Losas (PSOE)
- Gobierno municipal: PSOE

| Partido                                           | votos  | % votos   | Ediles |
| ------------------------------------------------- | ------ | --------- | ------ |
| Partido Socialista Obrero Español Partido Popular | 156 87 | 64,2 35,8 | 5 2    |

#### Piloña
- Alcalde: Juan Ignacio Priede Llano (PSOE)
- Gobierno municipal: PSOE

| Partido                                                                 | votos           | % votos          | Ediles |
| ----------------------------------------------------------------------- | --------------- | ---------------- | ------ |
| Partido Socialista Obrero Español Partido Popular Centristas Asturianos | 2.850 2.037 438 | 48,89 34,95 7,51 | 7 5 1  |

#### Ponga
- Alcalde: José Antonio Muñiz Jove (PSOE)
- Gobierno municipal: PSOE

| Partido                                                                 | votos      | % votos          | Ediles |
| ----------------------------------------------------------------------- | ---------- | ---------------- | ------ |
| Partido Socialista Obrero Español Partido Popular Centristas Asturianos | 255 129 75 | 50,5 25,54 14,85 | 4 2 1  |

#### Pravia
- Alcalde: Juan Carlos Guerrero Arias (PP)
- Gobierno municipal: PP

| Partido                                           | votos       | % votos     | Ediles |
| ------------------------------------------------- | ----------- | ----------- | ------ |
| Partido Popular Partido Socialista Obrero Español | 2.760 2.573 | 48,11 44,85 | 9 8    |

#### Proaza
- Alcalde: Juan Alberto López Suárez (PP)
- Gobierno municipal: PP y PSOE

| Partido                                                                                            | votos       | % votos           | Ediles |
| -------------------------------------------------------------------------------------------------- | ----------- | ----------------- | ------ |
| Agrupación Independiente del Municipio de Proaza Partido Popular Partido Socialista Obrero Español | 306 249 150 | 41,07 33,42 20,13 | 4 3 2  |

#### Quirós
- Alcalde: Agustín Farpón Alonso (PSOE)
- Gobierno municipal: PSOE

| Partido                                                           | votos       | % votos           | Ediles |
| ----------------------------------------------------------------- | ----------- | ----------------- | ------ |
| Partido Socialista Obrero Español Izquierda Unida Partido Popular | 678 257 128 | 62,72 23,77 11,84 | 6 2 1  |

#### Ribadedeva
- Alcalde: Modesto Bordas Rodríguez (PSOE)
- Gobierno municipal: PSOE

| Partido                                                                             | votos       | % votos           | Ediles |
| ----------------------------------------------------------------------------------- | ----------- | ----------------- | ------ |
| Partido Socialista Obrero Español Partido Popular Grupo Independiente de Ribadedeva | 763 290 207 | 58,78 22,34 15,95 | 7 2    |

#### Ribadesella
- Alcalde: José Miranda Reigada (PP)
- Gobierno municipal: PP y GSI

| Partido                                                                                      | votos               | % votos                | Ediles |
| -------------------------------------------------------------------------------------------- | ------------------- | ---------------------- | ------ |
| Partido Socialista Obrero Español Partido Popular Grupo Social Independiente Izquierda Unida | 1.418 1.275 723 397 | 35,19 31,65 17,94 9,85 | 5 2 1  |

#### Ribera de Arriba
- Alcalde: José Ramón García Saiz (PSOE)
- Gobierno municipal: PSOE (en minoría)

| Partido                                                           | votos       | % votos           | Ediles |
| ----------------------------------------------------------------- | ----------- | ----------------- | ------ |
| Partido Socialista Obrero Español Partido Popular Izquierda Unida | 594 428 374 | 41,57 29,95 26,17 | 5 3    |

#### Riosa
- Alcalde: José Antonio Muñiz Álvarez (PSOE)
- Gobierno municipal: PSOE

| Partido                                                                         | votos           | % votos                | Ediles |
| ------------------------------------------------------------------------------- | --------------- | ---------------------- | ------ |
| Partido Socialista Obrero Español Partido Popular Izquierda Unida Andecha Astur | 785 348 340 128 | 48,16 21,35 20,85 7,85 | 6 2 1  |

#### Salas
- Alcalde: José Manuel Menéndez Fernández (PSOE)
- Gobierno municipal: PSOE

| Partido                                           | votos       | % votos     | Ediles |
| ------------------------------------------------- | ----------- | ----------- | ------ |
| Partido Socialista Obrero Español Partido Popular | 2.848 1.651 | 60,66 35,17 | 8 5    |

#### San Martín de Oscos
- Alcalde: José Antonio Martínez Rodil (PSOE)
- Gobierno municipal: PSOE

| Partido                                           | votos   | % votos     | Ediles |
| ------------------------------------------------- | ------- | ----------- | ------ |
| Partido Socialista Obrero Español Partido Popular | 227 128 | 62,88 35,46 | 5 2    |

#### San Martín del Rey Aurelio
- Alcalde: Graciano Torre González (PSOE)
- Gobierno municipal: PSOE

| Partido                                                           | votos             | % votos           | Ediles |
| ----------------------------------------------------------------- | ----------------- | ----------------- | ------ |
| Partido Socialista Obrero Español Partido Popular Izquierda Unida | 6.992 3.726 3.103 | 47,81 25,48 21,22 | 11 6 4 |

#### San Tirso de Abres
- Alcalde: Jesús Ferreiro de la Torre (PSOE)
- Gobierno municipal: PSOE

| Partido                                           | votos   | % votos     | Ediles |
| ------------------------------------------------- | ------- | ----------- | ------ |
| Partido Socialista Obrero Español Partido Popular | 274 212 | 56,26 43,53 | 4 3    |

#### Santa Eulalia de Oscos
- Alcalde: Francisco Castaño Pérez (IPS)
- Gobierno municipal: IPS

| Partido                                                       | votos   | % votos     | Ediles |
| ------------------------------------------------------------- | ------- | ----------- | ------ |
| Independientes por Santalla Partido Socialista Obrero Español | 284 123 | 62,56 27,09 | 5 2    |

#### Santo Adriano
- Alcalde: José Ramón Menéndez Suárez (PSOE)
- Gobierno municipal: PSOE

| Partido                                           | votos  | % votos     | Ediles |
| ------------------------------------------------- | ------ | ----------- | ------ |
| Partido Socialista Obrero Español Partido Popular | 179 66 | 69,38 25,58 | 5 2    |

#### Sariego
- Alcalde: Francisco Javier Parajón Vigil (PROMUSA)
- Gobierno municipal: PROMUSA

| Partido                                                                                               | votos       | % votos           | Ediles |
| --- | ----------- | ----------------- | ------ |
| Independientes por el Progreso Municipal de Sariego Partido Popular Partido Socialista Obrero Español | 612 222 117 | 60,12 21,81 11,49 | 6 2 1  |

#### Siero
- Alcalde: José Aurelio Álvarez Fernández (PP)
- Gobierno municipal: PP (en minoría)

| Partido                                                                         | votos                   | % votos              | Ediles   |
| ------------------------------------------------------------------------------- | ----------------------- | -------------------- | -------- |
| Partido Popular Partido Socialista Obrero Español Izquierda Unida Conceyu Astur | 9.427 6.493 3.711 2.614 | 39 26,86 15,35 10,81 | 10 6 3 2 |

#### Sobrescobio
- Alcalde: Vicente Álvarez González (PSOE)
- Gobierno municipal: PSOE

| Partido                                           | votos   | % votos     | Ediles |
| ------------------------------------------------- | ------- | ----------- | ------ |
| Partido Socialista Obrero Español Partido Popular | 304 224 | 54,58 40,22 | 4 3    |

#### Somiedo
- Alcalde: Belarmino Fernández Fervienza (PSOE)
- Gobierno municipal: PSOE

| Partido                                           | votos   | % votos    | Ediles |
| ------------------------------------------------- | ------- | ---------- | ------ |
| Partido Socialista Obrero Español Partido Popular | 522 489 | 51,03 47,8 | 5 4    |

#### Soto del Barco
- Alcalde: Jaime José Menéndez Corrales (PSOE)
- Gobierno municipal: PSOE

| Partido                                           | votos     | % votos     | Ediles |
| ------------------------------------------------- | --------- | ----------- | ------ |
| Partido Socialista Obrero Español Partido Popular | 2.081 944 | 64,93 29,45 | 8 3    |

#### Tapia de Casariego
- Alcalde: Gervasio Acevedo Fernández (PP)
- Gobierno municipal: PP

| Partido                                           | votos     | % votos     | Ediles |
| ------------------------------------------------- | --------- | ----------- | ------ |
| Partido Popular Partido Socialista Obrero Español | 1.734 917 | 59,88 31,66 | 7 4    |

#### Taramundi
- Alcalde: Eduardo Lastra Pérez (PSOE)
- Gobierno municipal: PSOE

| Partido                                           | votos   | % votos     | Ediles |
| ------------------------------------------------- | ------- | ----------- | ------ |
| Partido Socialista Obrero Español Partido Popular | 488 227 | 68,06 31,66 | 6 3    |

#### Teverga
- Alcalde: José Ramón Álvarez Arguelles (PSOE)
- Gobierno municipal: PSOE (en minoría)

| Partido                                                           | votos       | % votos           | Ediles |
| ----------------------------------------------------------------- | ----------- | ----------------- | ------ |
| Partido Socialista Obrero Español Partido Popular Izquierda Unida | 702 378 360 | 47,98 25,84 24,61 | 5 3    |

#### Tineo
- Alcalde: José Rodríguez Fernández (UCT) (hasta el 10 de febrero de 1999)

Roberto Fernández Fernández (UCT) (desde el 10 de febrero de 1999)
- Gobierno municipal: UCT

| Partido                                                                     | votos             | % votos           | Ediles |
| --------------------------------------------------------------------------- | ----------------- | ----------------- | ------ |
| Unidad Campesina de Tineo Partido Socialista Obrero Español Partido Popular | 3.786 1.663 1.603 | 50,25 22,07 21,28 | 9 4    |

#### Valdés
- Alcalde: Jesús Landeira Álvarez-Cascos (PSOE)
- Gobierno municipal: PSOE

| Partido                                           | votos       | % votos     | Ediles |
| ------------------------------------------------- | ----------- | ----------- | ------ |
| Partido Socialista Obrero Español Partido Popular | 4.637 3.974 | 50,31 43,12 | 9 8    |

#### Vegadeo
- Alcalde: Servanda García Fernández (PSOE)
- Gobierno municipal: PSOE

| Partido                                                           | votos           | % votos       | Ediles |
| ----------------------------------------------------------------- | --------------- | ------------- | ------ |
| Partido Socialista Obrero Español Partido Popular Izquierda Unida | 1.601 1.057 240 | 55 36,31 8,24 | 7 5 1  |

#### Villanueva de Oscos
- Alcalde: José Antonio González Braña (PSOE)
- Gobierno municipal: PSOE

| Partido                                           | votos   | % votos     | Ediles |
| ------------------------------------------------- | ------- | ----------- | ------ |
| Partido Socialista Obrero Español Partido Popular | 228 108 | 67,66 32,05 | 5 2    |

#### Villaviciosa
- Alcalde: Asensio Martínez Cobián (PP)
- Gobierno municipal: PP

| Partido                                                                                     | votos               | % votos               | Ediles |
| ------------------------------------------------------------------------------------------- | ------------------- | --------------------- | ------ |
| Partido Popular Partido Socialista Obrero Español Centristas Asturianos Partíu Asturianista | 5.334 1.874 721 493 | 58,19 20,45 7,87 5,38 | 11 4 1 |

#### Villayón
- Alcalde: Ramón Rodríguez González (PP)
- Gobierno municipal: PP

| Partido                                                                 | votos       | % votos           | Ediles |
| ----------------------------------------------------------------------- | ----------- | ----------------- | ------ |
| Partido Popular Centristas Asturianos Partido Socialista Obrero Español | 936 291 274 | 60,86 18,92 17,82 | 7 2    |

#### Yernes y Tameza
- Alcalde: Valeriano Lorenzo Vázquez (PSOE) (hasta el 7 de diciembre de 1995)

Francisco Javier Suárez Fernández (PSOE) (desde el 7 de diciembre de 1995 hasta el 24 de julio de 1997)
José Ramón Fernández Díaz (PP) (desde el 24 de julio de 1997)
- Gobierno municipal: PSOE (hasta el 24 de julio de 1997)

PP y tránsfuga del PSOE (desde el 24 de julio de 1997)
| Candidato | Partido | Votos          |
| --- | ------- | -------------- |
| Valeriano Lorenzo Vázquez Francisco Javier Suárez Fernández Miguel Ángel González Tuñón Alfredo García Menéndez José Ramón Fernández Díaz | PSOE PP | 89 70 60 59 57 |

- Datos: Q54865890